# Antiochos XIII.

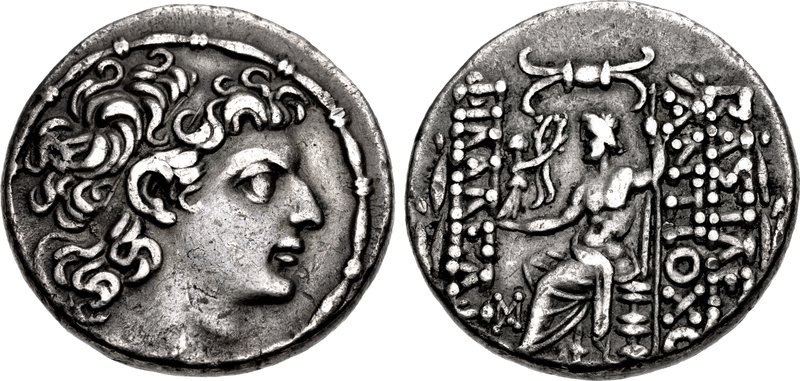
Tetradrachme des Antiochos XIII., mit Zeus Nikephoros auf dem Revers, geprägt in Antiochia

Antiochos XIII. Philadelphos Asiatikos (altgriechisch Ἀντίοχος Φιλάδελφος Ἀσιατικός Antíochos Philádelphos Asiatikós; * um 90 v. Chr.; † 64 v. Chr.) war ein Sohn des Seleukidenkönigs Antiochos X. Eusebes und der ägyptischen Prinzessin Kleopatra Selene.

## Leben
Seine Jugend verlebte Antiochos XIII. in Kleinasien, weshalb er den Beinamen Asiatikos erhielt. Um 75 v. Chr. kam er im Auftrag seiner Mutter mit seinem sonst nicht weiter bekannten Bruder nach Rom, um seine und seiner Mutter angebliche Erbansprüche auf das Ptolemäerreich geltend zu machen. Doch wurde er vom Senat nur hingehalten. Nach fast zweijährigem erfolglosen Aufenthalt in Rom machte er sich um 73 v. Chr. auf den Rückweg nach Syrien. Auf dem Weg dorthin reiste er mit seinem Bruder zunächst durch Sizilien, das damals Gaius Verres als Prätor verwaltete. Dieser empfing die Brüder zunächst prächtig, ließ ihnen aber später ihre Schätze rauben, insbesondere einen luxuriösen Kandelaber, der ursprünglich zur Ausstattung des Jupitertempels auf dem Kapitol gedacht war. Danach ließ der Prätor die seleukidischen Prinzen unter dem Vorwand, dass syrischen Piraten in Sizilien gewütet hätten, aus Syrakus ausweisen. Nachdem Tigranes’ Herrschaft in Syrien 69 v. Chr. ein Ende gefunden und auch sein Feldherr Magadates Syrien verlassen hatte, trat Antiochos XIII. als jugendlicher Prätendent auf und gewann, von den Syrern willig aufgenommen, die Herrschaft.
Der römische Feldherr Lucullus, der inzwischen am 6. Oktober 69 v. Chr. die Schlacht bei Tigranokerta gewonnen hatte, bestätigte Antiochos XIII. als römischen Klientelkönig. Solange Lucullus im römischen Osten kommandierte, blieb Antiochos XIII. unbehelligt. Nachdem aber Pompeius 66 v. Chr. den Oberbefehl übernommen hatte, währte Antiochos’ Regierung nur noch ein Jahr. Damals brachen Unruhen in Antiochia aus, da die Antiochener ihn wegen einer Niederlage verachteten. Wer ihm diese Niederlage beibrachte, ist unbekannt. Antiochos XIII. unterdrückte die Revolte, woraufhin die Rädelsführer nach Kilikien flohen und hier Philipp II. Philorhomaios, Enkel des Antiochos VIII. Grypos, bewogen, Anspruch auf den seleukidischen Thron zu erheben. So wurde der alte Erbfolgestreit, der von den Stiefbrüdern Antiochos VIII. und Antiochos IX. Kyzikenos entfacht, von ihren Kindern fortgeführt worden war, nun in der dritten Generation von den Enkeln wieder aufgenommen. Philipp II. wurde vom Araberhäuptling Azizos in Syrien zum König ausgerufen. Antiochos XIII. bat nun Sampsigeramos I., den Herrscher von Emesa, um Hilfe. Dieser ging scheinbar darauf ein; im Geheimen verabredete er aber mit Azizos, beide Könige, Antiochos XIII. und Philipp II., zu beseitigen und unter sich den Besitz Syriens zu teilen. Antiochos XIII. wurde daraufhin von Sampsikeramos gefangen genommen.
Als Pompeius 64 v. Chr. nach Syrien kam, setzte er Antiochos XIII., der wieder kurzzeitig in Freiheit und zur Herrschaft gelangt war, ab und zog Syrien als römische Provinz ein. Dabei konnte er darauf hinweisen, dass die syrische Bevölkerung selbst den Antiochos XIII. nicht haben wollte. Da nahm Sampsigeramos Antiochos XIII. wieder gefangen und ließ ihn wohl noch 64 v. Chr. töten. Als letzten Seleukiden bezeichnet ihn der Kriegshistoriker Appian.